# Азовско море
Азовско море (на руски: Азовское море; на украински: Азовське море; на кримскотатарски: Azaq deñizi или Азакъ денъизи) е море в басейна на Атлантическия океан, като на юг чрез Керченския проток се свързва с Черно море. На север мие бреговете на Украйна, на изток – на Русия, а на запад и юг – на Кримския полуостров. В древността е било известно като Меотийско (Меотидско) море или Меотийско (Меотидско) езеро (на гръцки: Μαιῶτης λίμνη; на латински: Palus Maeotis). Съвременното име на морето вероятно произлиза от турската дума „azak“, значеща „нисък“, отнасяйки се към местоположението му, но често се казва, че името идва от кумански принц, наречен Азум или Асуф, който бил убит, докато защитавал град в района през 1067 г.
Азовско море е най-плиткото море в света, като дълбочината му варира между 0,9 и 14 m. Съществува постоянен отток на вода от Азовско море към Черно море.

## Географска характеристика

### Размери, площ, брегова линия, острови, притоци
Морето има 340 km дължина, а е широко 135 km и площта му се равнява на 37 555 km². Бреговете на Азовско море на запад, север и изток са предимно ниски, изградени от пясъчно-мидени наслаги, а на юг са предимно стръмни. Характерна особеност за него е наличието на непрекъснато нарастващи пясъчни коси (Арабатска стрелка, Федотова, Бердянска, Ейска и др.), отделящи от морето плитководни заливи (Сиваш, Обиточни, Бердянски и др.) и лимани. Част от лиманите са слабо свързани с морето (Ейски, Бейсугски), а друга част са отделени от него с пясъчни коси и острови (Молочни, Миуски, Долги и др.). Най-големите открити заливи са: Таганрогски на североизток, Темрюкски на юг и Арабатски на югозапад. Островите разположени в него са малки и ниски и са разположени в близост до брега: Бирючи, Песчани, Черепаха. В Азовско море са вливат две големи реки Дон от североизток и Кубан от юг и многочислени по-малки: Обиточная, Бердя, Калмиус, Миус, Кагалник, Ея и др. Релефът на дъното е равнинен и има незначителен наклон към центъра на морето. Дъното е изградено от пъсъци, мидени черупки и тиня. В югоизточните му части са характерни калните вулкани.

### Климат
Климатът в района на Азовско море е континентален. Зимата е студена, относително суха, с преобладавищи силни североизточни и източни ветрове. Средна януарска и февруарска температура от -1 °C на юг до -6 °C на север, с минимална температура -30 °C и по-ниска. Лятото е горещо, относително влажно, с преобладаващи западни ветрове. Средна юлска температура 23,5 – 24,5 °C с максимум до 40 °C. Годишната сума на валежите се колебае от 312 mm до 528 mm с максимум през летните месеци.

### Хидроложки режим
Хидроложкия режим на морето се определя от неговото континентално положение, климата, речния приток, водообмена през Керченския проток и стопанскта дейност във водосбора му. Особено значение за водния му баланс има притока на прясна вода от вливащите се в него реки (средногодишен приток 39,6 km3) и валежите (13,5 km3) минус изпарението (33,9 km3), като излишъкът представлява 17,4 km3, който цялостно изтича в Черно море през Керченския проток. Теченията образуват общ кръговрат обратно на часовниковата стрелка, но под влияние на източните и североизточните ветрове могат да имат и обратно направление. Температурата на водата има ясно изразен годишен ход. През зимата тя пада под 0 °C, а през лятото достига до 25 °C (в някои затворени заливи и лимани и до 30 °C). Солеността на водата на юг съставлява 11‰, в останалата част 9 – 10‰, а край устията на реките 2 – 4‰. Годишното колебание на морското равнище е доста голямо и достига до 33 cm. Епизодичните изменения на нивото му зависят основно от ветровете и могат да достигнат до 5,5 m. Ледовите явления се появяват през ноември и декември в Таганрогския залив и към края на февруари или началото на март Азовско море изцяло замръзва. Размразяването става в края на март или началото на април.

## Стопанско значение, пристанища
Рибните ресурси на Азовско море са значителни, което определя изключителната му биологична продуктивност. Съдържанието на органични вещества е 5 – 6 пъти повече от другите морета. В миналото Азовско море е било обитавано от множество морски растителни и животински видове (над 80 вида риби и 300 вида безгръбначни), но прекомерният риболов и замърсяването са оказали пагубно влияние върху екологичното равновесие, броя и разнообразието на видовете в района. То има голямо транспортно значение за товарни и пасажерски превози. Основни пристанища са: Бердянск, Мариупол, Ростов на Дон, Таганрог и Ейск.

## Национален атлас на Русия
- Черно и Азовско море[6]